# Dekret grudniowy
Dekret grudniowy – dekret wprowadzony 21 grudnia 1807 roku przez władze Księstwa Warszawskiego. Stanowił akt wykonawczy do czwartego artykułu konstytucji Księstwa Warszawskiego, nadającego wolność osobistą wszystkim mieszkańcom Księstwa.
Dekret wprowadzał zasady kapitalistycznej własności ziemi zamiast poprzedniej feudalnej, co oznaczało formalnie, że feudalna relacja między panem a chłopem została zastąpiona cywilnoprawnym stosunkiem dwóch teoretycznie równych stron: właściciela ziemi i jej użytkownika. Faktycznie oznaczało to, że właścicielami ziemi w Księstwie pozostawali szlachcice. Chłopi natomiast nie tylko nadal nie mieli tytułu własności ziemi, którą użytkowali, ale tracili zwyczajowe prawa, które uniemożliwiały lub utrudniały szlachcie usuwanie poddanych z gospodarstwa. Po wejściu w życie dekretu grudniowego chłopi, choć formalnie byli już wolnymi ludźmi, w zamian za użytkowanie ziemi byli zobowiązani wypełniać na rzecz właściciela „powinności”, czyli najczęściej pańszczyznę. W przeciwnym wypadku mogli być wyrugowani z gospodarstwa przez szlachcica.  
Na mocy dekretu grudniowego chłop mógł dowolnie przemieszczać się po terenie państwa, jednak był zobowiązany do pozostawienia swemu panu tzw. załogi, czyli inwentarza żywego, budynków i narzędzi, a także zasiewów. Konsekwencją wydania dekretu grudniowego było ekonomiczne uzależnienie chłopstwa od właścicieli ziemskich, gdyż wielu mieszkańców wsi nie miało możliwości znalezienia zajęcia poza rolnictwem. Z drugiej strony artykuł 3 stawiając jako warunek korzystania z ziemi wykonywanie „dotychczasowych powinności” utrzymywał pańszczyznę.
Dekret niekorzystny dla chłopów pomimo uzyskania przez nich wolności osobistej, w porównaniu z zabraniającym samowolnego usuwania z ziemi Uniwersałem Połanieckim stanowił krok wstecz. W Księstwie Warszawskim mawiano żartobliwie, że dekret „zdejmował chłopu kajdany z nóg razem z butami”.